# عمارت (فیلم ۱۹۶۹)
عمارت (انگلیسی: Mahal) یک فیلم به کارگردانی شانکر موکرجی است که در سال ۱۹۶۹ منتشر شد. از بازیگران آن می‌توان به دو آناند، آشا پارک و فریده جلال اشاره کرد.